# Draycote Water

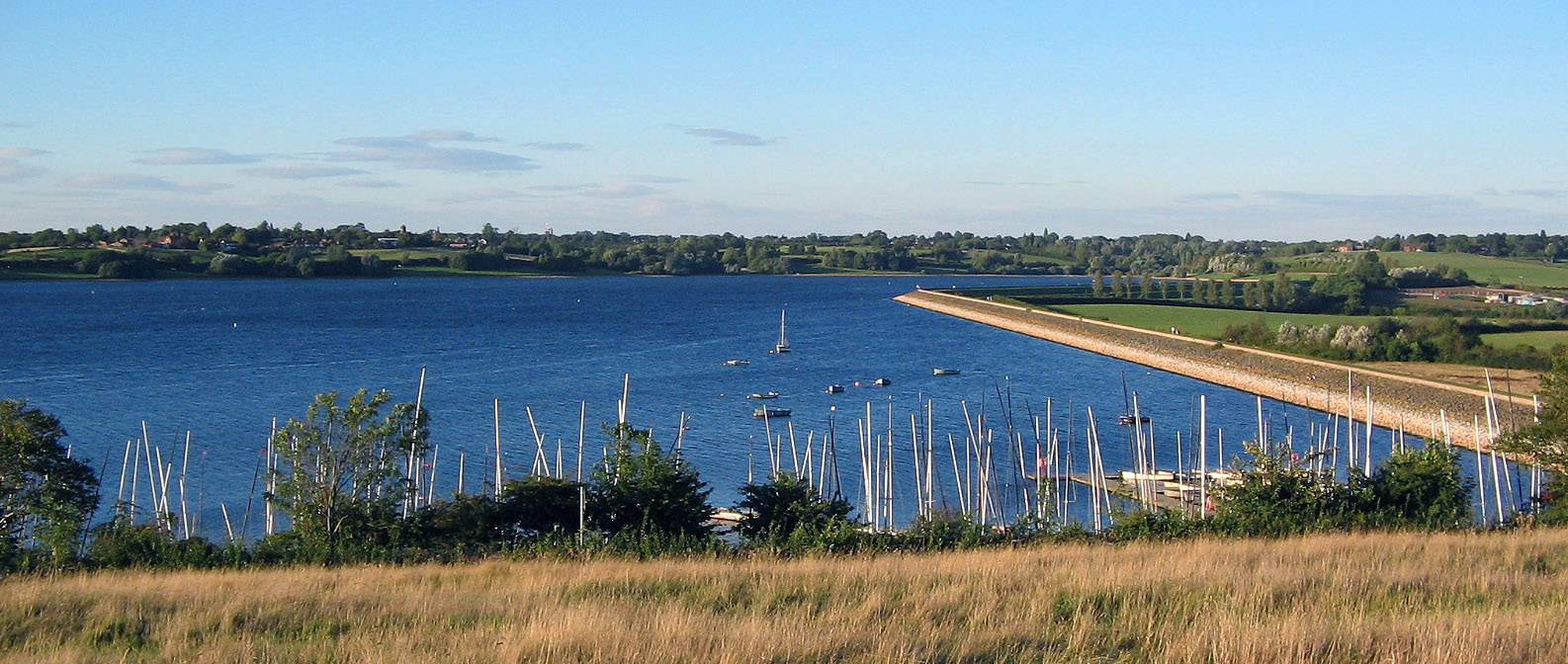
Una vista del Draycote Water

Il Draycote Water è un bacino idrico e parco nazionale, posizionato vicino al villaggio di Dunchurch nello Warwickshire (Inghilterra), proprietà della Severn Trent. Fornisce acqua potabile alla cittadina di Rugby, tramite il Barby Storage Reservoir. Il suo nome deriva dal nome del vicino paesino di Draycote.
La sua superficie si estende per 600 acri (2,4 km²) e può contenere fino a 23 milioni di m³ (5 000 galloni imperiali) di acqua.
La Severn Trent gestisce anche i 20 acri adiacenti (81 000 m²) del parco nazionale. È rinomato come sito per il birdwatching.
È anche molto popolare per le attività di navigazione, pesca, ciclismo ed escursioni a piedi.